# Vertrag von Edinburgh
Der Vertrag von Edinburgh beendete 1560 die jahrhundertealte Auld Alliance zwischen Schottland und Frankreich.
Nach den Klauseln des Vertrages, der am 6. Juli 1560 einen knappen Monat nach dem Tod Marie de Guises geschlossen wurde, zog Frankreich seine Truppen aus Schottland ab und erkannte die Herrschaft Elisabeths I. über England an. Die achtzehnjährige Maria Stuart, die in Frankreich verblieben war, weigerte sich, den Vertrag zu unterzeichnen.
Hintergrund des Zustandekommens des Vertrags war, dass Schottland durch John Knox reformiert wurde und sich nun an das ebenfalls protestantische England anlehnen wollte.